# María Luisa Dolz
María Luisa Dolz y Arango (La Habana, 4 de octubre de 1854 - Marianao, 27 de mayo de 1928) fue una escritora, ensayista, docente y activista feminista cubana.

## Vida y obra
Hija de Juan Norberto Dolz y María de la Luz Arango, se tituló como maestra elemental en 1876 y de maestra de enseñanza primaria superior en 1877; posteriormente, alcanzaría el diploma de bachiller en 1888, y el 16 de octubre de 1890 se graduó de licenciatura en Ciencias Naturales. En 1899, se graduó del doctorado de la misma especialidad en la Universidad de La Habana, con lo que se constituyó en la primera mujer en alcanzar tal grado académico en Cuba.
Fue una de las primeras que incluyó la educación secundaria para mujeres en el colegio Isabel la Católica, nivel que les permitiría acceder a la educación universitaria.

### Activismo
Junto a Gertrudis Gómez de Avellaneda y Marta Abreu, fue una de las más prominentes mujeres de fines del siglo XIX y principios del siglo XX, tanto en el ámbito intelectual como social. Fue una pionera en el ámbito feminista en su país, y se abocó a la defensa de los derechos de las mujeres, y más específicamente, del derecho a la educación.